# Miljan Vujović
Miljan Vujović (Cetiña, 27 de agosto del 2000) es un jugador de balonmano esloveno-montenegrino que juega de portero en el TVB 1898 Stuttgart. Es internacional con la selección de balonmano de Eslovenia.
Su primer gran campeonato con la selección fue el Campeonato Mundial de Balonmano Masculino de 2021.

## Palmarés

### Gorenje Velenje
- Copa de Eslovenia de balonmano (1): 2019

### Celje
- Liga de balonmano de Eslovenia (2): 2020, 2022

## Clubes
| Club               | País       | Año         |
| ------------------ | ---------- | ----------- |
| RK Lovćen          | Montenegro | 2015 - 2016 |
| Gorenje Velenje    | Eslovenia  | 2016 - 2019 |
| RK Celje           | Eslovenia  | 2019 - 2022 |
| TVB 1898 Stuttgart | Alemania   | 2022 - Act. |